# گلدونی
گلدونی، (به انگلیسی: Goldoni) شرکت صنایع سنگین ایتالیایی مستقر در کارپی، امیلیا-رومانیا، مودنا است، که در زمینه طراحی و ساخت ماشین‌آلات کشاورزی و باغبانی فعالیت می‌نماید.
این شرکت در سال ۱۹۲۶ تأسیس شده‌است.

## پیوند به بیرون

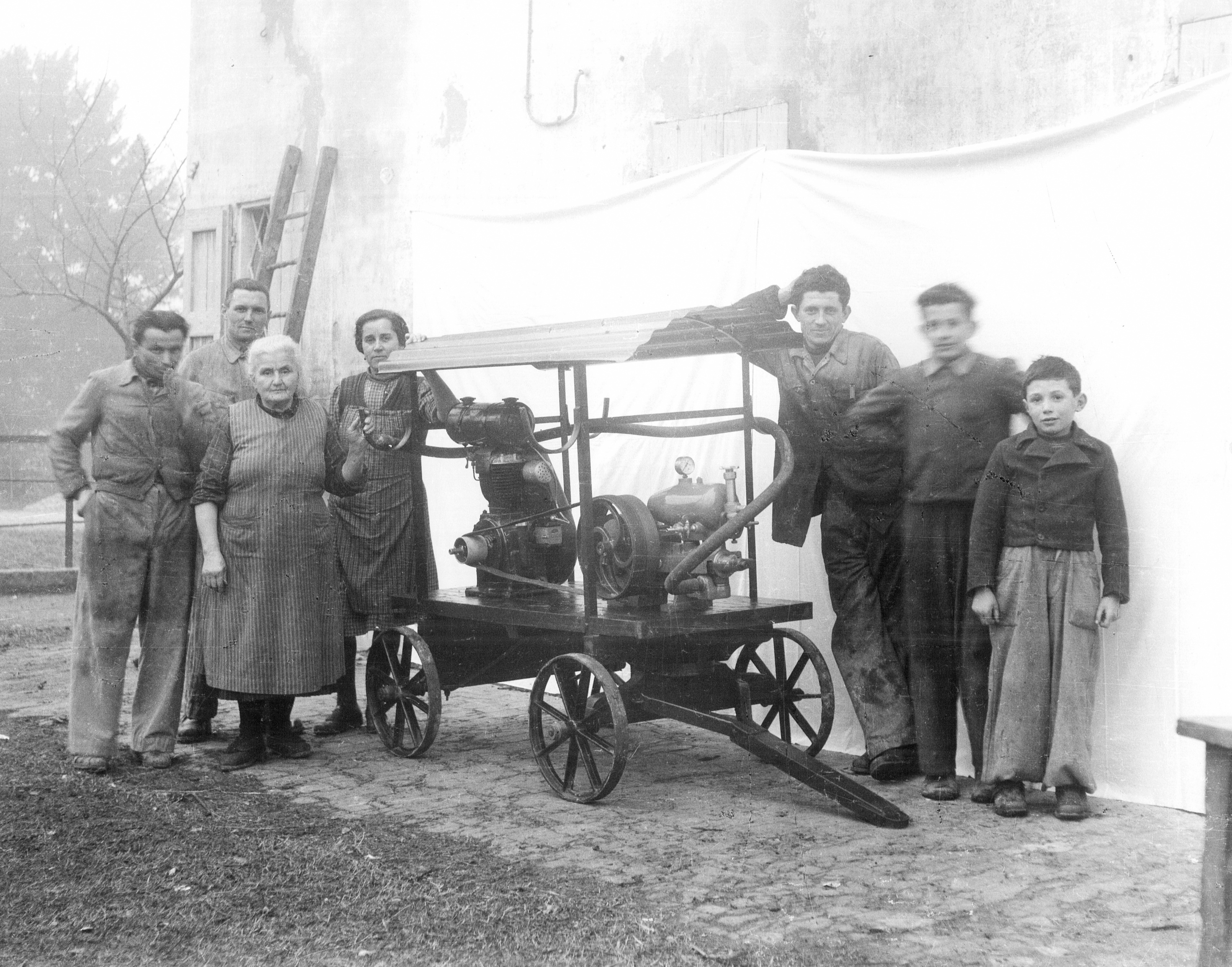
خانواده گلدونی - 1948

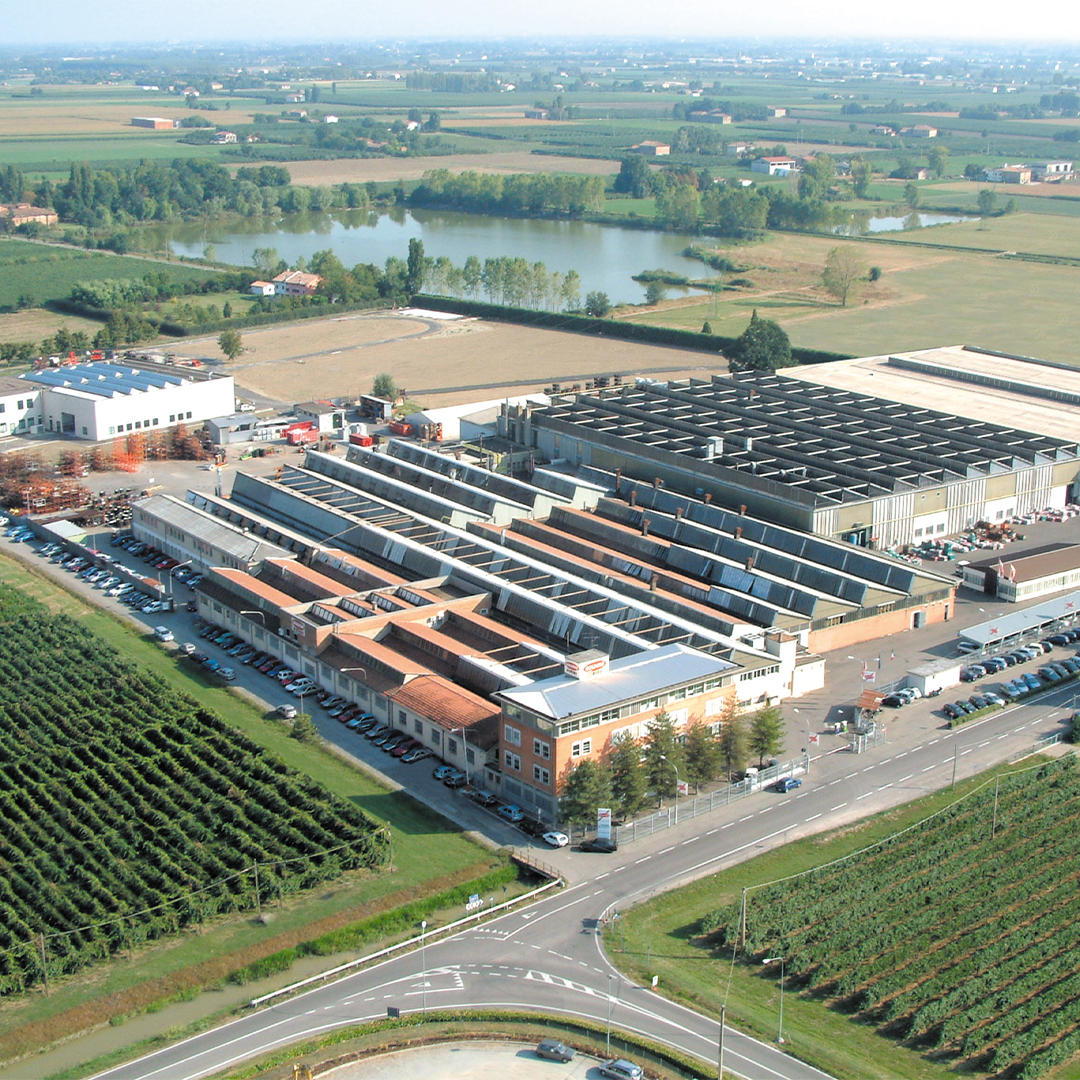
کارخانه گلدونی Migliarina di Carpi (MO) - ایتالیا